# Фал (морски термин)
Фал (на немски: fall, на нидерландски: val, от vallen – падам, спускам) е въже, предназначено за вдигането и спускането на платната (грота, стаксела и други), отделни детайли на рангоута (например, реите, стенгите, гафелите), флаговете, вимпелите и т.н. Фаловете, използвани на съдовете и корабите, се отнасят към подвижния такелаж.
Като фалове се използват метални, синтетични или растителни въжета. Фала носи голямо натоварване при работа.
В зависимост от предназначението фаловете получават допълнително наименование, например, дирик-фал, кливер-фал, стаксел-фал, сигнален фал и др.
Фал във водните ски – плаващо въже от синтетични влакна, снабдено с рукохватка в единия край и закрепено в другия край към пилона на катера. Служи за буксиране на спортиста. Аналогично се използва в хидрофойлинга, уейксърфинга, уейскейтинга и уейкбординга.
Често фал се нарича и подсигуряващо въже (например, за закрепване на изтеглящото устройство на парашута към самолета, космонавта – към космическия кораб при излизане в открития космос).
Буксировочен фал се нарича въжето, използвано при аеробуксировка на планерите, което съединява планера и самолета-буксир.